# 設計博物館 (赫爾辛基)
設計博物館（芬蘭語：Designmuseo）是位於芬蘭首都赫爾辛基的一座博物館，專門展示芬蘭國內外有關設計的展覽品，包括工業設計、時裝和平面設計。設計博物館成立於1873年，是世界上歷史最早的有關视觉設計的博物館之一。博物館所在建築曾經是一座學校。博物馆收藏有超过75,000件设计物品、45,000幅画作以及125,000幅照片。

## 外部連結
- 官方网站

60°09′47″N 024°56′47″E / 60.16306°N 24.94639°E